# Contea di Lanshan
La contea di Lanshan (蓝山县S, Lánshān XiànP) è una contea della Cina, situata nella provincia di Hunan e amministrata dalla prefettura di Yongzhou.